# Limosella capensis
Limosella capensis är en flenörtsväxtart som beskrevs av Carl Peter Thunberg. Limosella capensis ingår i släktet ävjebroddar, och familjen flenörtsväxter. Inga underarter finns listade i Catalogue of Life.